# 249540 Eugeniescott
249540 Eugeniescott este un asteroid din centura principală de asteroizi.

## Descriere
249540 Eugeniescott este un asteroid din centura principală de asteroizi. A fost descoperit pe 18 aprilie 2010 în Statele Unite, în cadrul programului WISE. Asteroidul prezintă o orbită caracterizată de o semiaxă mare de 3,05 ua, o excentricitate de 0,09 și o înclinație de 19,9° în raport cu ecliptica.